# Slavcho Chervenkov
Slavcho Chervenkov (Sofía, Bulgaria, 18 de septiembre de 1955) es un deportista búlgaro retirado especialista en lucha libre olímpica donde llegó a ser subcampeón olímpico en Moscú 1980.

## Carrera deportiva
En los Juegos Olímpicos de 1980 celebrados en Moscú ganó la medalla de plata en lucha libre olímpica de pesos de hasta 100 kg, tras el luchador soviético Illya Mate (oro) y por delante del checoslovaco Július Strnisko (bronce).